# Forgotten Realms: Die Vergessenen Welten (Romanreihe)

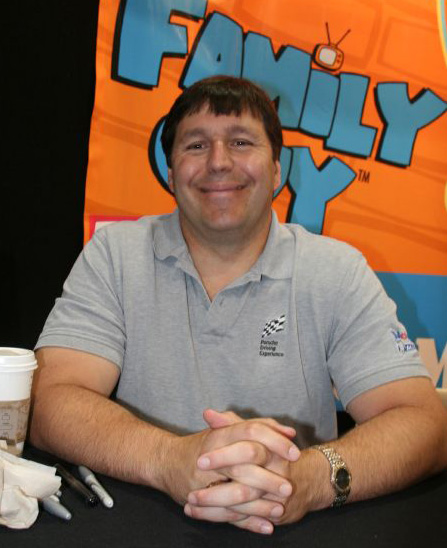
Robert Anthony Salvatore

Forgotten Realms: Die Vergessenen Welten (englisch: Forgotten Realms, kanonische Übersetzung: Vergessene Reiche) ist die offizielle deutsche Serienbezeichnung für die Übersetzungen mehrerer Romanreihen des Fantasy-Autors Robert Anthony Salvatore. Die Erzählungen spielen in der Fantasywelt Faerun des Rollenspiels Dungeons & Dragons, die Hauptfigur der Romanreihe ist der Dunkelelf Drizzt Do’Urden. Das erste Buch Der gesprungene Kristall erschien im November 1991 und ist bereits in der 10. Auflage erschienen.

## Allgemeines
Die ersten sechs Bände wurden von Martina Böhm übersetzt, die weiteren Bände hauptsächlich von Rainer Gladys. Für die Übersetzung der beiden neuesten Bände zeichnen Caspar Holz bzw. Regina Winter verantwortlich.
Alle Bücher wurden auf chlorfreiem und umweltschonendem Papier gedruckt. Wie alle Blanvalet-Taschenbücher erscheinen auch diese im Goldmann-Verlag, einem Unternehmen der Verlagsgruppe Random House GmbH. Die deutsche Erstveröffentlichung war im November 1991.

### Daten
| Komplettes Volumen:            | ca. 5630 Seiten |
| Bände:                         | 16 |
| Übersetzer:                    | Martina Böhm; Rainer Gladys; Caspar Holz; Regina Winter                                                                             |
| Genre:                         | High Fantasy Abenteuer |
| Deutsche Erstveröffentlichung: | November 1991 |
| Herstellung:                   | Peter Papenbrock; Made in Germany                                                                                                   |
| Druck:                         | Elsnerdruck, Berlin |
| Handelsmarke:                  | The Forgotten Realms ist eine Handelsmarke der TSR, Inc. Die Rechte für die deutsche Übersetzung hält der Goldmann Verlag, München. |

### Zum Werk
Das Buch Der gesprungene Kristall ist R. A. Salvatores erste Buchveröffentlichung. Es dient als Einführung in die Fantasy-Welt. In diesem ersten Buch werden die allgemeinen Dinge erklärt. Jedes Buch erlaubt einen leichten Einstieg, weil Spezialbegriffe wiederholt erklärt werden. Auch Rückblicke sind zu finden.

### Widmungen
Insgesamt widmete R. A. Salvatore sechs Romane der Romanreihe Angehörigen oder Bekannten:
- Das erste Buch Der gesprungene Kristall seiner Frau Diane, seinen Kindern Bryan, Geno, Caitlin und seinen Eltern Geno und Irene.
- Das dritte Buch Die silbernen Ströme seiner Frau Diane und seinen Kindern Bryan, Geno und Caitlin.
- Das fünfte Buch Der magische Stein seiner verstorbenen Schwester Susan.
- Das siebente Buch Das Vermächtnis seiner Frau Diane.
- Das achte Buch Nacht ohne Sterne dem Erschaffer der Forgotten Realms Ed Greenwood, den Salvatore bewundert.
- Das neunte Buch Brüder des Dunkels Lucy Scaramuzzi, der Lehrerin des Autors.

## Charaktere
Alle Charaktere der Forgotten Realms sind urheberrechtlich geschützt.
Hauptcharaktere der Vergessenen-Welten-Romanreihe:
| Name                       | Charakterklasse       | Rasse    | Allgemeines zur Person |
| -------------------------- | --------------------- | -------- | --- |
| Artemis Entreri            | Meuchelmörder/Schurke | Mensch   | kommt aus Calimhafen |
| Bruenor Heldenhammer       | Kämpfer               | Zwerg    | 8. König von Mithril-Halle |
| Cattie-brie                | Kämpferin/Magierin    | Mensch   | Adoptivtochter von Bruenor |
| Kapitän Deudermont         | Kämpfer               | Mensch   | Kapitän der Seekobold |
| Drizzt Do’Urden            | Waldläufer/Kämpfer    | Drowelf  | Drittgeborener des Neunten Hauses von Menzoberranzan, der an die Oberfläche geflüchtet ist, Anhänger von Mielikki                                                                      |
| Guenhwyvar                 | -                     | Panther  | Auf der Astralebene lebende schwarze Pantherin und ergebene Freundin von Drizzt, die nur mittels einer Onyxstatuette von der Astralebene auf die materielle Ebene gebracht werden kann |
| Harkle Harpell             | Magier                | Mensch   | chaotischer Magier, lebt in Langsattel |
| Jarlaxle Baenre            | Kämpfer/Schurke       | Drowelf  | Drittgeborener des Ersten Hauses von Menzoberranzan und Anführer der Söldnerbrigade Bregan D’aerthe in Menzoberranzan.                                                                 |
| Malchor Harpell            | Magier                | Mensch   | |
| Morik der Finstere         | Meuchelmörder/Dieb    | Mensch   | Ein berüchtigter Mörder in Luskan, der sich mit Wulfgar anfreundet |
| Pwent                      | Kämpfer               | Zwerg    | Anführer der Schlachtenwüter, einer sehr speziellen Kämpfertruppe |
| Regis                      | Dieb                  | Halbling | enger Freund von Drizzt |
| Wulfgar Sohn von Beornegar | Barbar                | Mensch   | Barbar von den Stämmen des Eiswindtals, Adoptivsohn Bruenors |

## Folgen
Für Die vergessenen Welten wurden mehrere Reihen um den Dunkelelfen Drizzt Do’Urden im Deutschen unter einer Sammelbezeichnung zusammengeführt und vermarktet. Daher existieren für die originalen Serientitel keine deutschen Übersetzungen. Neben Die vergessenen Welten existieren zur Figur des Drizzt Do’Urden weitere Romanreihen (Die Saga vom Dunkelelf, Die Rückkehr des Dunkelelf, Die Legende vom Dunkelelf).

### The Icewind Dale Trilogy

#### Der gesprungene Kristall
- Originaltitel: Forgotten Realms, Volume 1: The Crystal Shard (Book 1 and 2)
- Übersetzerin: Martina Böhm
- Erscheinungstermin: November 1991
- Volumen: 253 Seiten
- Nummer: 1
- ISBN 3-442-24549-4

Es ist der Beginn der Geschichte. Die Freunde Drizzt, Bruenor und Regis leben im Eiswindtal und finden heraus, dass die Barbarenstämme des Nordens unter dem König Haefstaags planen, die Zehnstädte anzugreifen. Den drei Freunden gelingt es jedoch, die zerstrittenen Städte zu vereinen und in einer Schlacht die Barbaren zu besiegen. Einer der überlebenden Barbaren ist der junge Wulfgar, der von Bruenor als Strafe für die Attacke auf die Zehnstädte für fünf Jahre in den Dienst genommen wird. Wulfgar wird in dieser Zeit ein Freund Bruenors und Drizzts. Am Ende seiner Dienstzeit droht eine neue Gefahr: der Zauberer Akar Kessell hat mit dem gesprungenen Kristall eine Armee von Riesen, Orks und Goblins zusammengebracht. Wulfgar und Drizzt bekommen jedoch von dem Plan mit und schaffen es, die Vorhut, eine Gruppe von Riesen, angeführt von Biggrin, zu besiegen.

#### Die verschlungenen Pfade
- Originaltitel: Forgotten Realms, Volume 1: The Crystal Shard (Book 3)
- Übersetzerin: Martina Böhm
- Erscheinungstermin: November 1991
- Volumen: 218 Seiten
- Nummer: 2
- ISBN 3-442-24550-8

Nachdem Wulfgar und Drizzt die Riesen besiegt haben, finden sie heraus, dass der Zauberer Akar Kessell mit der Macht des gesprungenen Kristalls plant, die Zehnstädte zu erobern. Der Tana-Ri Errtu, ein mächtiger Dämon, der sich dem gesprungenen Kristal verpflichtet fühlt, wird zur rechten Hand Akar Kessells. Die Armee des Zauberers beginnt erneut die Zehnstädte zu belagern und Akar Kessell errichtet einen gewaltigen Kristallturm direkt neben der größten Stadt Bryn Shanders. Wulfgar gelang es diesmal jedoch, die Barbaren der Steppe davon zu überzeugen, den Bewohnern der Zehnstädte zu Hilfe zu eilen und Drizzt besiegt den Dämon Errtu. Durch ein Ablenkungsmanöver von Regis schaffte es Drizzt auch, den Zauberer Akar Kessell zu besiegen. Die Zehnstädte werden somit ein weiteres Mal von der Heldengruppe gerettet.

#### Die silbernen Ströme
- Originaltitel: Forgotten Realms, Volume 2: Streams of Silver (Chapters 1–12)
- Übersetzerin: Martina Böhm
- Erscheinungstermin: Januar 1992
- Volumen: 253 Seiten
- Nummer: 3
- ISBN 3-442-24551-6

Die Freunde Drizzt, Wulfgar, Bruenor und Regis machen sich auf den Weg zu ihrem Abenteuer. Ihr Ziel ist Mithril-Halle, Bruenors alte Heimat. Es verläuft allerdings nicht alles so reibungslos, wie sie angenommen hatten. Viele Gefahren lauern auf ihren Wegen und ihre Verfolger gelangen immer näher.

#### Das Tal der Dunkelheit
- Originaltitel: Forgotten Realms, Volume 2: Streams of Silver (Chapters 13–24)
- Übersetzerin: Martina Böhm
- Erscheinungstermin: Februar 1992
- Volumen: 220 Seiten
- Nummer: 4
- ISBN 3-442-24552-4

Die Gefährten haben den Ort Mithril-Halle gefunden, Bruenors alte Heimat. Sie müssen leider feststellen, dass die Gefahr, vor der Bruenors Volk damals, als er noch ein Kind war, geflohen ist, noch immer in den Minen existiert. Es gilt sich gegen viele Feinde zu beweisen und sich den Verfolgern zu stellen. Auch ein riesiger Drache mit dem Namen „Trübschimmer“ hat sich in den Minen eingenistet und bereitet den Freunden große Schwierigkeiten. Er hat ein gewaltiges Heer an Duergar, Dunkelzwergen, um sich geschart, welche die Eindringlinge natürlich vertreiben wollen. Zum Schluss stürzt sich Bruenor in eine Schlucht und die Gefährten halten ihn für tot. Regis wird von dem berüchtigten Meuchelmörder Artemis Entreri gefangen genommen, der ihm bis ans Ende der Welt gefolgt war. Außerdem ist er im Besitz der Pantherstatuette von Guenhwyvar, die er Drizzt entwendet hat.

#### Der magische Stein
- Originaltitel: Forgotten Realms, Volume 3: The Halfling’s Gem (Book 1 and 2)
- Übersetzerin: Martina Böhm
- Erscheinungstermin: März 1992
- Volumen: 285 Seiten
- Nummer: 5
- ISBN 3-442-24553-2

Regis ist gefangen genommen, er leidet sehr unter Artemis Entreri. Artemis weiß, dass er von Drizzt und seinen Gefährten verfolgt wird, seltsamerweise macht es ihm aber nichts aus, er legt sogar noch Spuren, damit sie ihm noch leichter folgen können. Drizzt und Wulfgar nehmen als erste die Fährte auf, sie fahren mit der Seekobold, dem Schiff von Kapitän Deudermont, der ein guter Freund von ihnen wird. Als sie unterwegs von Piraten angegriffen werden, erscheinen Cattie-brie und der totgeglaubte Bruenor Heldenhammer auf einem magischen Gefährt, das sie von Alustriel bekommen haben, um ihnen zu helfen. Gemeinsam fahren sie dann weiter nach Calimhafen.

#### Der ewige Traum
- Originaltitel: Forgotten Realms, Volume 3: The Halfling’s Gem (Book 3)
- Übersetzerin: Martina Böhm
- Erscheinungstermin: April 1992
- Volumen: 184 Seiten
- Nummer: 6
- ISBN 3-442-24554-0

Auf dem letzten Abschnitt ihres Weges nach Calimhafen müssen sie durch eine Wüste. Als sie nach einem überstandenen Überfall eines Verräters in Calimhafen ankommen, werden sie von dem Verräter zu dem Haus des Gangsterbosses Pascha Pook gebracht. Sie müssen einige Gefahren überstehen, um schließlich zu Pascha Pook zu kommen. Drizzt muss sich auf diese Weise nach dem Kampf in Mithril-Halle erneut gegen Artemis Entreri beweisen, den er auch erfolgreich zurückschlägt. Bei Pascha Pook finden sie auch Guenhwyvar und deren Statuette wieder. Das Buch endet mit dem Tod Pascha Pooks. Regis übernimmt dessen Diebesgilde, Drizzt und die restlichen Gefährten ziehen sich zurück, um schließlich in dem kommenden Krieg, der Mithril-Halle von den Dunkelzwergen befreien soll, mitzuhelfen.

### Legacy of the Drow

#### Das Vermächtnis
- Originaltitel: Forgotten Realms, The Legacy
- Übersetzer: Rainer Gladys
- Erscheinungstermin: Juni 1995
- Volumen: 384 Seiten
- Nummer: 7
- ISBN 3-442-24663-6

Mithril-Halle wird von den Dunkelzwergen befreit. Es kehrt Ruhe ein. Wulfgars Volk hat das Dorf Siedelstein neu aufgebaut. Dieses Dorf liegt vor der Schlucht, die zu dem östlichen Eingang von Mithril-Halle führt. Regis, der Halbling, kommt nach Mithril-Halle mit der Begründung, dass er unbedingt bei der Hochzeit von Cattie-brie und Wulfgar dabei sein wolle. Sie freuen sich über sein Kommen, die Zeit bis zur Hochzeit wird immer kürzer und die Vorbereitungen schreiten zügig voran. Plötzlich kommen Meldungen von Eindringlingen, die in die untersten Minen vorgestoßen sein sollen. Drizzt macht sich mit Regis sofort auf den Weg, um dies zu untersuchen. Es sind nicht, wie von Bruenor vermutet, Gnome, die eingedrungen sind, sondern gefährliche Dunkelelfen, die auf der Suche nach Drizzt sind. Regis entpuppt sich als der berüchtigte Meuchelmörder Artemis Entreri. Drizzt gerät in Gefangenschaft, Bruenor und die anderen kommen langsam dahinter, dass sie vom vorgeblichen Regis hypnotisiert wurden. Das ist für sie Anzeichen genug, dass etwas nicht stimmt, und so begeben sie sich auf die Suche nach Drizzt. Artemis Entreri fordert von Drizzt eine Revanche, aber Drizzt versucht dieser aus dem Weg zu gehen. Zu seinem Vorteil wird die Dunkelelfengruppe von Bruenor, Wulfgar, Pwent und Cattie-brie angegriffen. Drizzt gelingt es somit zu fliehen. Das Buch endet nach einem brutalen Kampf zwischen Artemis Entreri und Drizzt, der an der Seite des (wirklichen) Regis wieder heil zurück nach Mithril-Halle kommt.

#### Nacht ohne Sterne
- Originaltitel: Forgotten Realms, Starless Night
- Übersetzer: Rainer Gladys
- Erscheinungstermin: Juli 1995
- Volumen: 378 Seiten
- Nummer: 8
- ISBN 3-442-24664-4

Drizzt fühlt sich verantwortlich dafür, dass seinen Freunden so viel Schlimmes passiert ist. Er geht zurück nach Menzoberranzan, der Stadt der Drow. Er will erforschen, was die Drow für Aktivitäten planen. Cattie-brie kann es nicht verkraften, dass Drizzt, seit dem Tod Wulfgars ihr Ansprechpartner und liebster Freund, jetzt zu den feindlichen Drow unterwegs ist. Sie folgt ihm mithilfe von Artemis Entreri, der bei den Drow war, um sich von seinen schweren Verletzungen, die er bei dem letzten Kampf mit Drizzt davongetragen hat, zu erholen. Drizzt war festgesetzt und gepeinigt worden. Zu dritt (bzw. zu viert mit Guenhwyvar) kämpfen sie sich aus Menzoberranzan heraus, unter nicht unbedeutender Hilfe von Jarlaxle, dem Söldnerführer der Bregan D’aerthe. Drizzt, Cattie-brie und Guenwyvar gehen wieder zurück nach Mithril-Halle und Artemis geht seine eigenen Wege. In Mithril-Halle bereitet man sich schon vor auf den Krieg gegen die Drow, die Mithril-Halle einnehmen wollen.

#### Brüder des Dunkels
- Originaltitel: Forgotten Realms, Siege of Darkness
- Übersetzer: Rainer Gladys
- Erscheinungstermin: Januar 1997
- Volumen: 412 Seiten
- Nummer: 9
- ISBN 3-442-24706-3

Der Krieg zieht herauf. Bruenor, der achte König von Mithril-Halle, bekommt unerwartete Hilfe von dem Dorf Nesme. Die Ritter aus Nesme helfen ihm zusammen mit seinen Freunden, den Barbaren, und seinem eigenen Volk Mithril-Halle zu verteidigen. Auch die Harpells kommen nach Mithril-Halle, um zu helfen, und sorgen dabei für viel Aufregung, da sie ziemlich tollpatschig mit ihrer hohen Magie umgehen. Bruenor hat den schmerzlichen Verlust Wulfgars mittlerweile besser verarbeiten können, sodass er genug Kraft hat, jetzt wieder als König zu walten. Die Tage des Friedens sind endgültig vorbei. Cattie-brie hat furchtbare Träume, die Magie versagt und Drizzts magischer Panther Guenhwyvar ist dem Tode geweiht. Die Armee von Menzoberranzan marschiert nach Mithril-Halle. Die Verteidiger von Mithril-Halle sind zahlenmäßig unterlegen, aber durch die Vorkehrungen, die zur Verteidigung getroffen wurden, sind die eigenen Verluste im Vergleich zu denen der angreifenden Drow noch gering. Schließlich gelingt es den Drow unter hohen Verlusten doch, nach Mithril-Halle zu gelangen. Gerade als sie Mithril-Halle betreten wollen, kommt eine andere Armee den Zwergen zu Hilfe, die den Drow in den Rücken fällt. Die Tiefengnome treten mit einer sehr mächtigen Armee auf den Plan und helfen den Verteidigern, die Drow zu vertreiben. Drizzt und seine Freunde treffen zu dieser Zeit in den untersten Minen auf Oberin Baenre, der Fürstin des obersten Hauses in Menzoberranzan. Die Magie der Oberin Baenre und ihrer Töchter wird durch einen „negativen Magie-Ring“ gebrochen, der von dem Dämon erschaffen wurde, der bei Baenre dabei war, damit dieser wieder ins Unterreich verschwinden konnte, als er von Drizzt besiegt wurde. In der Zeit, als der Ring gemacht wurde, verschwand alle Magie in der näheren Umgebung. Während dieser kurzen Zeit, in der ihre Schutzzauber nicht mehr funktionieren, wird Oberin Baenre von Bruenor getötet. Die Töchter werden danach alle umgebracht und der Ilithide schwer verletzt. Das Buch endet mit dem Sieg über die Drow und damit, dass Cattie-brie zusammen mit Drizzt allein in ein neues, fernes Abenteuer zieht.

#### Die Küste der Schwerter
- Originaltitel: Forgotten Realms, Passage to Dawn
- Übersetzer: Rainer Gladys
- Erscheinungstermin: September 1997
- Volumen: 406 Seiten
- Nummer: 10
- ISBN 3-442-24741-1

### Paths of Darkness

#### Kristall der Finsternis
- Originaltitel: Forgotten Realms, The Silent Blade
- Übersetzer: Rainer Gladys
- Erscheinungstermin: Juli 2000
- Volumen: 384 Seiten
- Nummer: 11
- ISBN 3-442-24931-7

#### Schattenzeit
- Originaltitel: Forgotten Realms, The Spine of the World
- Übersetzer: Rainer Gladys
- Erscheinungstermin: Februar 2001
- Volumen: 414 Seiten
- Nummer: 12
- ISBN 3-442-24973-2

#### Der schwarze Zauber
- Originaltitel: Forgotten Realms, Servant of the Shard
- Übersetzer: Rainer Gladys
- Erscheinungstermin: Dezember 2001
- Volumen: 409 Seiten
- Nummer: 13
- ISBN 3-442-24168-5

#### Die Rückkehr der Hoffnung
- Originaltitel: Forgotten Realms, Sea of Swords
- Übersetzer: Rainer Gladys
- Erscheinungstermin: Januar 2003
- Volumen: 412 Seiten
- Nummer: 14
- ISBN 3-442-24227-4

### The Sellswords Trilogy

#### Der Hexenkönig
- Originaltitel: Forgotten Realms, Promise of the Witch-King
- Übersetzer: Caspar Holz
- Erscheinungstermin: Juni 2006
- Volumen: 512 Seiten
- Nummer: 15
- ISBN 3-442-24402-1

#### Die Drachen der Blutsteinlande
- Originaltitel: Forgotten Realms, Road of the Patriarch
- Übersetzer: Regina Winter
- Erscheinungstermin: April 2007
- Volumen: 506 Seiten
- Nummer: 16
- ISBN 3-442-24458-7

## Hörspiele
Unter dem Titel Drizzt – Die Saga vom Dunkelelf erschien von September 2006 bis April 2010 beim Hamburger Hörspiellabel Lausch – Phantastische Hörspiele eine Hörspielserie von Günter Merlau zur Figur des Drizzt Do’Urden. Die Hörspielreihe ist chronologisch im Sinne der Handlung und nicht nach Reihenfolge der Buchveröffentlichung geordnet. Daher beginnt die Serie mit der namensgebenden Reihe Die Saga vom Dunkelelf und schließt daran mit Folgen aus der Reihe der Vergessenen Welten an. Wie in den deutschen Romanvorlagen wurden die englischen Bände ebenfalls in jeweils zwei Hörspiele aufgeteilt.
Die Folgen 1–6 sind eine Umsetzung der Dark Elf-Trilogie, die Folgen 7–12 basieren auf der Icewind Dale-Trilogie. Mit Folge 13 und 14 folgte darauf die Vertonung des ersten Buchs der Tetralogie Legacy of the Drow. Die Produktion wurde nach 14 Folgen eingestellt, da der Verlag im Jahr 2011 sämtliche Eigenproduktionen im Bereich der Erwachsenenhörspiele wegen mangelnder Absatzzahlen einstellte.
Jede Folge umfasst eine CD mit einer Länge von durchschnittlich 60 Minuten. Der Protagonist, Drizzt, wird von Tobias Meister, der deutschen Synchronstimme von Brad Pitt, gesprochen. In weiteren Rollen wirken unter anderem Elga Schütz, der aus GZSZ bekannte Schauspieler Wolfgang Bahro und der Theaterdarsteller Bernd Hölscher mit. Nach Angaben des Verlags im Jahr 2008 handelte es sich um die absatzstärkste Serie des Unternehmens.
| Folgenindex | |
| - Der dritte Sohn (Veröffentlichung am 3. November 2006) - Im Reich der Spinne (3. November 2006) - Der Wächter im Dunkel (3. November 2006) - Im Zeichen des Panthers (24. August 2007) - In Acht und Bann (24. August 2007) - Der Hüter des Waldes (24. August 2007) - Der gesprungene Kristall (23. Mai 2008) | - Die verschlungenen Pfade (23. Mai 2008) - Die silbernen Ströme (23. Mai 2008) - Das Tal der Dunkelheit (27. März 2009) - Der magische Stein (27. März 2009) - Der ewige Traum (27. März 2009) - Das Vermächtnis (16. April 2010) - Gefährliche Begegnung – Das Vermächtnis Teil 2 (16. April 2010) |

## Rezeption
Mehrere Bücher von R. A. Salvatore, darunter einige der Vergessenen-Welten-Romanreihe, landeten aufgrund ihrer Verkaufszahlen auf der Bestsellerliste der New York Times.
Der Protagonist Drizzt Do’Urden zählt zu den populärsten Figuren der Fantasywelt Dungeons & Dragons. Es finden sich zahlreiche Zitate in anderen Produkten mit D&D-Thematik, die Figur selbst wurde 1989 im Regelwerksband Hall of Heroes der zweiten Regelwerksedition aufgenommen. Ähnliches gilt für die Figuren Artemis Entreri, Wulfgar, Bruenor, Jarlaxle Baenre und weitere.

### Spiele
- Drizzt Do’Urden kommt in der Baldur’s-Gate-Reihe vor, erstmals 1998 im PC-Spiel Baldur’s Gate.
- In der Baldur’s-Gate:-Dark-Alliance-Reihe ist er ein Charakter, den man frei spielen kann.
- Artemis Entreri ist ein spielbarer Charakter in dem Spiel Baldur’s Gate: Dark Alliance 2.
- Jarlaxle Baenre kommt ebenfalls in dem Spiel Baldur’s Gate II: Schatten von Amn vor.
- Wulfgar, Regis, Bruenor und Cattie-brie kommen alle an der Seite von Drizzt Do’Urden in dem Spiel Baldur’s Gate II: Schatten von Amn vor.
- Drizzt Do’Urden ist ein spielbarer Charakter im 5. Kapitel des Spiels Forgotten Realms: Demon Stone. Die Geschichte dieses Spiels wurde von R. A. Salvatore geschrieben.
- Drizzt Do’Urden ist ein spielbarer Charakter im Spiel Menzoberranzan, welches auf den Büchern von R. A. Salvatore basiert. Des Weiteren kommen dort Jarlaxle Baenre, Rizzen Do’Urden, Vierna Do’Urden vor.
- Drizzt Do’Urden, Catti-brie, Wulfgar und Bruenor sind die spielbaren Hauptfiguren des Spiels Dungeons & Dragons: Dark Alliance aus dem Jahr 2021.[4]